# Res nullius
 (février 2023).
Si vous disposez d'ouvrages ou d'articles de référence ou si vous connaissez des sites web de qualité traitant du thème abordé ici, merci de compléter l'article en donnant les références utiles à sa vérifiabilité et en les liant à la section « Notes et références ».
Res nullius (« la chose de personne ») est une expression latine utilisée en droit civil (droit des biens), qui désigne une chose sans maître, c'est-à-dire qui n'a pas de propriétaire mais qui est néanmoins appropriable. Le droit français connaît de même les biens sans maître.
À comparer avec :
- res communis, chose commune qui, de par sa nature, appartient à tous et ne peut être appropriée ;
- res propria, chose qui a un propriétaire légal ;
- terra nullius, une terre sans maître, qui n'est possédée par personne.

Cas particulier de res nullius :
- res derelictae, chose qui a été volontairement abandonnée.

Du point de vue du droit romain, la guerre rendait res nullius les ennemis et tout ce qui leur appartenait (droit de la guerre).